# Moritz Berndt
Moritz Berndt (* 26. Mai 1832 in Leipzig; † 12. September  1884 in Dresden) war ein deutscher Lehrer und Autor.

## Leben
Der Sohn des Universitätsfechtmeisters Christian Gustav Berndt war nach erfolgter Promotion zum Dr. phil. ab 1864 als Professor am Königlich Sächsischen Kadettencorps in Dresden tätig.

## Schriften (Auswahl)
- Erzählungen aus dem Mittelalter. Bd. 1, Das Leben Karls des Großen. Nach Einhard und dem St. Galler Mönch, Buchhandlung des Waisenhauses, Halle a. d. S., 1864.
- Erzählungen aus dem Mittelalter. Bd. 2, Heinrich der Erste und Otto der Große. Nach Widukind von Korvei, Buchhandlung des Waisenhauses, Halle a. d. S., 1866.
- Erzählungen aus dem Mittelalter. Bd. 3, Hamburg-Bremen, die Missionsstätte des scandinav. Nordens. Mit Zugrundelegung der Kirchengeschichte Adams von Bremen, Buchhandlung des Waisenhauses, Halle a. d. S., 1869.
- Vorwort zu Ueber deutsche Rechtschreibung vom wissenschaftlich praktischen Standpunkte. Leipzig 1867. Zweite, bearb. Auflage.
- Dispositionen zu hundert deutschen Aufsätzen . Für höhere Lehranstalten. Buchhandlung des Waisenhauses, Halle a. d. S., 1878.
- Dresdens Zustände in den Jahren 1815/30. In: Grenzboten, Teil III, Dresden, 1881.
- Jakob Grimms Leben und Werke. Halle a. S., 1885.